# Michaela Štiková
Michaela Štiková, rozená Gemrotová (* 1986 Písek) je operní a muzikálová zpěvačka, představitelka hlavních rolí v muzikálech Fantom opery, Angelika a Ples upírů a laureátka řady soutěží. Působí i v zahraničí (Anglie, Itálie, Francie, Německo aj.)

## Životopis
Narodila se v roce 1986 v Písku. Pochází z umělecké rodiny. Její maminka je violistka, tatínek hudební skladatel a hudební režisér, sestra houslistka. Jak sama říká, protože je levák, hůř by se jí hrálo, tak se rozhodla pro zpěv, který se ovládá přirozeněji. Svá studia zahájila na Gymnáziu Jana Nerudy s hudebním zaměřením ve třídě docentky Magdalény Hajóssyové, dále pokračovala na Pražské konzervatoři (u Romana Janála, posléze u Zuzany Lászlóové). V roce 2008 byla přijata na Vysokou školu múzických umění v Bratislavě, kde se stala posluchačkou profesorky Hany Štolfové-Bandové. Studia ukončila v roce 2013 na Akademii múzických umění v Praze u Heleny Kaupové.
V rámci své operní a koncertní činnosti vystupuje na mnoha evropských pódiích (Itálie, Německo, Rakousko, Slovensko, Maďarsko, Francie, Anglie, Belgie, Bulharsko aj.). Od roku 2013 hostuje též v Národním divadle v Praze.
Ztvárnila například tyto operní role: Markétka – Faust, Barberina – Figarova svatba, Papagena – Kouzelná flétna, Zuzanka – Figarova svatba, Zerlina – Don Giovanni (W. A. Mozart), Esmeralda – Prodaná nevěsta (B. Smetana), Kuchtík, Lesní žínka – Rusalka (A. Dvořák), Lidunka – V studni (V. Blodek), Liù – Turandot (G. Puccini), Lidka – Dvě vdovy (B. Smetana).
Její doménou je repertoár klasického operního žánru, ale nebrání se ani žánrům lehčím. Od roku 2012 je sólistkou Rockové opery Praha. Spolupracuje s netradičním smyčcovým kvartetem MIB quartet. Do jejího repertoáru patří bohatý výběr těch nejznámějších melodií od chansonu, přes pop, muzikál až k písním rockovým. Již za studií spolupracovala s dirigenty jako např. Ondřej Kukal, Ondrej Lenárd, J. Procházka, Marián Lejava, Jakub Hrůša, Robert Jindra, Jan Chalupecký, Marko Ivanović aj.
Vytvořila nahrávky pro Český rozhlas, Slovenský rozhlas, Italy Recording Studio a další. Od roku 2014 působí v muzikálu Fantom opery od Andrewa Lloyda Webbera, kde ztvárňuje hlavní roli Christine Daaé. Na prknech Divadla Broadway působí v hlavní roli muzikálu Angelika a od roku 2017 alternuje hlavní roli muzikálu Ples upírů.

## Ocenění
- 2008 – zařazení mezi Young Czech Talent
- 2008 – II. cena na Mezinárodní soutěži A. Dvořáka v Karlových Varech
- 2011 – cena za nejlepší interpretaci díla A. Dvořáka (Mezinárodní soutěž A. Dvořáka)
- 2011 – cena Bel Canto za pěveckou techniku „krásný zpěv“ (Mezinárodní soutěž A. Dvořáka)
- 2011 – cena diváků za absolutního vítěze žen (Mezinárodní soutěž A. Dvořáka)
- 2012 – nejoblíbenější soutěžící u diváků (Mezinárodní soutěž A. Dvořáka)
- 2012 – cena publika (Mezinárodní soutěž A. Dvořáka)
- 2016 – Mezinárodní festival Slovansky bazar ve Vitebsku – zvláštní cena prezidenta Běloruska, která je udělována teprve podruhé ve své historii, a to za nejlepší přednes, výraz v interpretaci písní

## Nastudované operní role
| Operní skladatel        | Opera            | Nastudovaná role           |
| ----------------------- | ---------------- | -------------------------- |
| Wolfgang Amadeus Mozart | Kouzelná flétna  | Pamina, Papagena           |
|                         | Figarova svatba  | Zuzanka                    |
|                         | Don Giovanni     | Zerlina, Donna Anna        |
| Charles Gounod          | Faust            | Markétka                   |
| William Shakespeare     | Romeo a Julie    | Julie                      |
| Antonín Dvořák          | Jakobín          | Terinka                    |
|                         | Rusalka          | První lesní žínka, kuchtík |
| Giuseppe Verdi          | La traviata      | Violetta Valéry            |
|                         | Falstaff         | Nanetta                    |
| Bedřich Smetana         | Hubička          | Barče                      |
|                         | Prodaná nevěsta  | Esmeralda                  |
| Giacomo Puccini         | Turandot         | Liu                        |
|                         | Gianni Schicchi  | Lauretta                   |
| Leoš Janáček            | Liška Bystrouška |                            |
| Vincenzo Bellini        | La Sonnambula    |                            |